# Mercedes Fermín
Mercedes Ramona Fermín Gómez (Estado Sucre, Venezuela, 31 de agosto de 1909-Caracas, 11 de mayo de 2003) fue una educadora, gremialista y dirigente nacional venezolana. Fundadora de la Sociedad Venezolana de Maestros de Instrucción Primaria (SVMIP), la Federación Venezolana de Maestros (FVM), la Agrupación Cultural Femenina (ACF). Constituyente y embajadora permanente ante la Organización de las Naciones Unidas para la Alimentación y la Agricultura (FAO). Como gremialista, en el campo de la pedagogía, impulsó el debate nacional sobre la importancia de la inclusión de la educación como pilar fundacional de la democracia, concretado y formalizado en el Estado Docente durante el debate de la Ley Orgánica de Educación (1948), a partir de la cual, el Estado velará por los derechos al acceso a la educación. Ejerció la docencia en el Liceo Aplicación (1936-1937), Colegio Católico Alemán (1940-1943), Liceo Andrés Bello (1942-1943).

## Biografía

### Del Oriente a la Capital
Mercedes Fermín nació durante los inicios de la dictadura de Juan Vicente Gómez, bajo una economía rural. Su niñez y adolescencia se llevó a cabo, específicamente en las regiones de Río Caribe, Carupano en el Estado Sucre y La Asunción, capital del estado Nueva Esparta. La influencia de su padre es la más importante durante toda su vida.2 Claudio fue su primer maestro, le enseñó a leer, escribir, música, matemática, lecciones sobre ambiente y naturaleza.Asimismo creó una conciencia de solidaridad hacia las personas.
En las regiones de Río Caribe, Carúpano y La Asunción desarrolló un respeto hacia las personas extranjeras y su cultura al convivir con las comunidades francesas, italianas y alemanas que hacían vida en estos lugares.
Su inicio en la educación formal fue en el Colegio San José donde cursa tercer grado, en ese momento las escuelas no eran gradudadas, no se permitía la educación conjunta de los sexos y se agrupan a las niñas según la edad.Ya Mercedes manejaba todo el aprendizaje que obtuvo gracias a su padre, durante esta etapa se suma el aprendizaje del idioma francés. Es en la Escuela Luisa Cáceres de Arismendi ubicada en La Asunción donde culmina la educación primaria.
Su padre decide trasladarse a Caracas en 1929 con su familia para que Mercedes accediera a otras oportunidades de estudios, pero en la capital esto era escaso para las jóvenes donde se establecía la educación según la diferencia de sexo. Es así como en el caso de las niñas o jóvenes se educaban en materias como música, canto, religión, costura y todo lo relacionado con la vida doméstica. 

### Formación
En la capital hizo estudios en la Escuela Normal de Mujeres y la Escuela de Música donde fue dirigida por Vicente Emilio Sojo. El fallecimiento de su padre en 1933 la llevó a renunciar al mundo de la música. 
En 1934 obtiene su título de Maestra de Educación Primaria, paso importante ya que convertiría a la docencia en el motor fundamental de toda su vida. Durante el período de Eleazar López Contreras, se comienza una apertura en el sistema cultural y educativo, democratizando sus puertas a las mujeres, convocándolas a integrarse en él. En este proceso nace el Instituto Pedagógico de Caracas (IPC). 
Mercedes Fermín es parte del reducido grupo de mujeres que ingresaron por primera vez en la educación profesional en Venezuela al inscribirse en el IPC (1937), teniendo el rol histórico de ser la única mujer en graduarse dentro de la primera promoción de Geografía e Historia (1940).
Su formación académica fue permanente y obtuvo títulos no solo dentro del territorio venezolano sino fuera de él. Se graduó con honores en el PHD y el doctorado en Geografía en la Universidad de Boston. En 1970 la universidad Smith College en Massachusetts le otorga el Doctorado Honoris Causa en leyes.

## Transformación del sistema educativo venezolano

### Sociedad Venezolana de Maestro de Instrucción Primaria (SVMIP) y la Federación Venezolana de Maestros (FVM)
Cerca del final de la dictadura de Juan Vicente Gómez, un grupo de maestros, encabezados por: Luis Beltrán Prieto Figueroa, Miguel Suniaga, Luis Padrino, Cecilia Núñez Sucre y Mercedes Fermín se organizan en pro de la transformación de la educación y la defensa de sus derechos, así se origina la Sociedad Venezolana de Maestros de Instrucción Primaria (SVMIP) el 15 de enero de 1932 dentro de las instalaciones del Colegio Vargas en Caracas. El abandono de la educación era notable: analfabetismo, deserción escolar, pobreza material en las escuelas, atraso pedagógico. 
A partir del año 1936, bajo el gobierno del Presidente Eleazar López Contreras la Sociedad Venezolana de Maestros de Instrucción Primaria inician el proceso de transformación. Apuntan como primer objetivo de la Venezuela post-gomecita el tema de la educación, reforma y renovación, su primera iniciativa fue una gran campaña educativa usando como medios la radio, prensa y la Revista Pedagógica. Se estudia y discuten las obras de Adolfo Ferrier y el educador brasileño Lorenzo Filhio sobre la Escuela Nueva. También autores como John Dewey y William Kilpatrick con el Método de Proyecto, prevaleciendo la pedagogía francesa como influencia durante sus inicios. 
Los fundadores de la SVMIP  luego de convocada la 1ra Convención del Magistero Nacional en 1936, se agrupan con la  nueva  organización gremial y sindical conformada por  los maestros de todo el país, la Federación  Venezolana de Maestros (FVM). Mercedes Fermín no solo formó siempre parte del equipo promotor del SVMIP, sino que, por convicción, estuvo atada de los inicios de la FVM como Presidenta. 
Desde el FMV defendió, durante la discusión de la Constituyente y en el debate de la Ley Orgánica de Educación de 1948, la responsabilidad ineludible del Estado a otorgar a sus ciudadanos el derecho a una educación de calidad, gratuita y laica, o lo que se denominó como el “Estado docente”, pilar fundacional de la democracia venezolana.

### Misión de Pedagogos Chilenos
Las propuestas en el cambio del sistema educativo no surgieron de forma inmediata, el gomecismo seguía imperante en el Congreso y con poder de decisión  como se manifiesta en el rechazo del Proyecto de la Ley Orgánica de Educación en 1936, introducida por Luis Beltrán Prieto Figueroa. No obstante, hay una brecha que permite más libertades, el Ministerio de Educación Nacional decidió contratar a educadores chilenos en las áreas de educación primaria, secundaria y educación física, prestando  apoyo a la formación del profesorado nacional.  Encargado de esta iniciativa estaba Mariano Picón Salas, su labor se centraba en la contratación de los educadores chilenos  debido a su familiaridad y experiencia en Chile donde realizó estudios y fue docente. Mientras que Oscar Vera, educador chileno se encargó de seleccionar a los que prestarán servicio en el país.
La Misión de los Pedagogos Chilenos llega a Venezuela el 30 de abril de 1936 y fue apoyada por Mercedes Fermín junto al sector de educación nacional. No obstante, sufrirá un fuerte rechazo del sector conservador, publicaciones de la época como La Esfera y La Religión se dedicaron a difamar y atacar tanto a la Misión como el profesorado que formaba parte, acusándolos de ateos, socialistas, comunistas y revoltosos.
Mercedes Fermín criticó todo ataque contra la Misión y continuó dando su colaboración en las actividades llevadas por este grupo.Se esperaba que la iniciativa se convirtiera en un móvil para reformar la educación desde principios no tradicionales y con acciones propicias para el país.

## Lucha por los derechos de la mujer

### La Agrupación Cultural Femenina
Organización fundada en 1935 como iniciativa de Lola Morales Lara como un frente contra el gomecismo. Su preocupación principal fue el estado cultural del país y la situación de la mujer venezolana con respecto a sus derechos políticos, jurídicos y económicos. Entre sus participantes destacan : Mercedes Fermín, Carmen Clemente Travieso, Victoria y Carmen Corao, Eumelia Hernández, Margot Silva Pérez, María Teresa Castillo, Ana Senior, Ana Luisa Llovera, Cecilia Núñez de Sucre, entre otras. 
El propósito de la ACF era agitar en el espíritu de las mujeres venezolanas las preocupaciones sociales y políticas, canalizar sus inquietudes, estimular la lucha por el derecho al voto femenino, por la paternidad responsable, la igualación del salario respecto del hombre junto con el derecho a la sindicalización y el acceso a los estudios técnicos,superiores. 
A partir de esa iniciativa empezaron las mujeres a participar en centros culturales, partidos políticos y sindicatos. Surgen las escuelas para obreras, la Casa de la Obrera y se da la organización del Primer Congreso Venezolano de Mujeres. Destaca la labor de apoyo realizada por esta mujeres en la huelga de los obreros petroleros del Zulia contra las compañías Standard Oil Company y la Royal Duch Shell. 

### Sufragio femenino y constituyente
En 1943 con el apoyo de Luisa del Valle Silva, Ada Pérez Guevara, Panchita Soublette y Graciela Rincón Calcaño, se presenta una petición de reforma constitucional, específicamente para el reconocimiento de la mujer al sufragio en igual condiciones que el hombre. 
Durante la presidencia del General Isaías Medina Angarita, se reforma la Constitución de 1936, siendo la primera vez que se aprueba el derecho al voto universal. Sin embargo, la reforma no tiene rango constitucional; el tema del voto femenino era altamente controvertido, pues el ala más conservadora del medinismo alegaba que las mujeres aún no estaban listas para asumir esa responsabilidad política.  
A pesar de la renuencia, pero amparadas en la reforma y en una Ley Especial, el 27 de octubre, un grupo de doce (12) mujeres activistas del Comité Pro-Sufragio Femenino, Agrupación Cultural Femenina y la Acción Femenina, se sumaron como integrantes a la Asamblea Constituyente de 1946, en la que se debatió, entre otros temas, la aprobación del voto municipal para las mujeres. 
En la Constitución de Venezuela de 1947, Mercedes Fermín, junto con catorce (14) mujeres más, fue elegida como asambleísta, siendo la representante del Estado Sucre. En su participación se suma al debate y posterior aprobación del ejercicio del voto de forma libre, directa y universal, lo que implicaba que todos los ciudadanos mayores de 18 años, sin importar su sexo o grado educativo, se encontraban llamados a depositar su voluntad política en las urnas electorales.
Así, la educadora Mercedes Fermín, hace historia dentro del movimiento de sufragistas venezolanas de 1947, al conquistar con rango constitucional el voto femenino y ejercer a su vez un cargo político de elección popular por primera vez en el país.

## Militancia política

### Influencias
En su infancia y adolescencia en el oriente del país y sumado a la influencia recibida por su padre, Mercedes Fermín se encontrará con el de sus maestras María de Vera, Elvira de García, Flor Angola y Josefina de Vásquez Núñez quienes la ayudarán a forjar un carácter decidido para la toma de decisiones.
Ya en Caracas se reencuentra con Luis Beltrán Prieto Figueroa a quien conoce en La Asunción, de esta relación al igual que con otros educadores empezará a definir sus objetivos en cuanto a la educación y la política.  Cecilia Núñez Sucre a quien conoció cuando fue Directora de la Escuela Normal de Mujeres, fue quien le reveló la situación con los presos políticos durante la dictadura gomecista y el papel de las mujeres en ese momento frente a esta situación. En sus inicios de militancia política se verá rodeada de figuras notables como Rómulo Betancourt, Rómulo Gallegos y Mariano Picón Salas donde tendrá un papel principal en los diversos partidos políticos como ORVE, PDN, AD y el MEP.
Durante su viaje a Chile no solamente se instruirá en educación y cultura, es durante su estancia en este país que logra profundizar en el sector político vinculándose con el Partido Socialista Chileno, y relacionándose con Eugenio González, Juan Gómez Villa, y Daniel Navea. Mantiene un trato cordial y político con Salvador Allende quien en su momento era parlamentario y formaba parte de la dirección del Partido Socialista Chileno.

### Exilio
El 24 de noviembre de 1948 se lleva a cabo un Golpe de Estado al Presidente electo Rómulo Gallegos, convirtiéndose en uno de los primeros exiliados por la junta militar conformada por Carlos Delgado Chalbaud, Marcos Pérez Jiménez y Luis Llovera Páez.
La educación vivirá un proceso de retroceso cuando inicia la persecución ideológica y política. Muchos serán los líderes de la Federación Venezolana de Maestros, forjadores del Estado docente y la educación laica y democrática que serán perseguidos hasta lograr su exilio. La maestra Fermín será detenida en febrero y deportada a Panamá en agosto de 1949.
En el exilio, desde Panamá se dirige a Guatemala hasta llegar a México donde se encuentra con Rómulo Gallegos y Andrés Eloy Blanco, junto a otros compañeros de exilio. A pesar de experimentar un alto desánimo en el primer momento, retoma la vida de estudio asistiendo a las clases impartidas por Mariano Picón Salas con quien convive hasta 1950 para mudarse con Rómulo Gallegos. En el país azteca, sigue con su vida de docente, sumado a ello es bajo esta situación donde decide continuar con sus estudios de postgrado y viaja hacia Estados Unidos luego de convivir con la comunidad de los cuáqueros durante un año y trabajar unos meses por contrato con la UNESCO se traslada hacia la ciudad de Boston para hacer su Doctorado . Su vuelta a Venezuela ocurre con el derrocamiento de la dictadura del General Marcos Pérez Jiménez el 23 de enero de 1958.

### De regreso a Venezuela
La llegada de Mercedes coincide con el triunfo de Rómulo Betancourt como Presidente de Venezuela. Se reencuentra con Luis Beltrán Prieto Figueroa y colegas de la Federación Venezolana de Maestros. No obstante, presencia como la política empieza a permear en la educación. Luis Beltrán Prieto Figueroa no es nombrado Ministro de Educación y poco a poco será junto a Fermín dejados de lado por el Ministerio de Educación. Los conflictos internos en el partido Acción Democrática hacen que rompa relaciones con ellos, uniéndose al recién fundado Movimiento Electoral del Pueblo (MEP).  
Su retorno en la educación y pedagogía se da en la XV Covención del Magisterio, Luis Beltrán Prieto Figueroa fue el Presidente Honorario y Mercedes Secretaria General de la FVM. En este encuentro se discuten de asuntos pedagógicos, culturales, gremiales y sindicales. La cuestión sindical se presenta por primera vez y es vista como algo polémico, Fermín nunca la apoyó. Esta a favor del proyecto donde se creaba el Instituto Nacional de Cooperación Educativa (INCE), cuya finalidad era la de extender el sistema educativo para dar un rol útil y práctico a venezolanos excluidos. 
En 1958 ingresa como docente en la Universidad Central de Venezuela. Trabaja como secretaria del Instituto de Geografía dirigido por el Dr Juan Jones Parra. Redacta el "Informe Sobre el Proyecto de Reorganización de la Escuela de Geografía de la Facultad de Humanidades y Educación", por encargo del Decano de la Facultad de Humanidades Juan David García Bacca, producto de esto los estudios de geografía se modernizan y consideran como carrera universitaria, creándose la Escuela de Geografía en la UCV. En dicha escuela será docente; y Directora hasta junio de 1969. En noviembre de 1971 es nombrada Directora del Instituto de Geografía y Desarrollo Regional donde ejerce hasta su jubilación en 1979. Para 1984 es nombrada embajadora de Venezuela ante la FAO. Entre sus iniciativas se encuentra la investigación agrícola y proyectos dedicados al mejoramiento de la alimentación, esta en el cargo hasta 1992 cuando decide renunciar.

## Escritos
- Emancipación de la Mujer Venezolana, en, Revista de la Federación de Estudiantes de Venezuela (FEV), Caracas, Cooperativa de Artes Gráficas, Año 1. Noviembre de 1936.
- La Cuenca del Orinoco: una unidad geográfica. Tesis Doctoral. 1958.
- Informe sobre el Proyecto de Reorganización de la Escuela de Geografía de la Facultad de Humanidades y Educación, Expediente de la Facultad de Humanidades y Educación.

## Logros
- Fundadora de la Sociedad Venezolana de Maestros de Instrucción Primaria, 1932
- Fundadora de las primeras escuelas nocturnas para mujeres obreras, 1935-1936
- Presidenta de la Federación Venezolana de Maestros (FVM), 1936
- Fundadora de la Agrupación Cultural Femenina (ACF), 1936
- Secretaria Femenina del partido Organización Venezolana (ORVE), 1937
- Militante fundacional del Partido Democrático Nacional (PDN), 1937
- Organizadora del Primer Congreso Venezolano de Mujeres, 1938-1940
- Secretaria Femenina del partido Acción Democrática (AD), 1941
- Agregada cultura por Venezuela en Chile, 1945
- Asambleísta electa por el Estado Sucre para la Asamblea Nacional Constituyente, 1947
- Líder del proyecto de aprobación de la Ley Orgánica de Educación, 1948
- Primera Directora de la Escuela de Geografía de la Universidad Central de Venezuela (UCV), 1958
- Militante del partido Movimiento Electoral del Pueblo (MEP), 1967
- Directora del Instituto de Geografía y Desarrollo Regional, 1971-1979
- Primera Embajadora de Venezuela en la Organización de las Naciones Unidas para la Alimentación y la Agricultura (FAO), 1984-1992